# Кивиыли
Ки́виыли (эст. Kiviõli) — город в уезде Ида-Вирумаа, Эстония. С октября 2017 года является административным центром волости Люганузе. Расположен на северо-востоке Эстонии. Состоит из 5 районов: Варинурме, Кюттейыу, Лепатеэ, Сала-Ару, Соопеалсе.
До реформы местных самоуправлений Эстонии был самостоятельным городским муниципалитетом и не входил в состав какой-либо волости. 

## История
Основан в 1922 году, статус города получил в 1946 году, что было связано с советской программой по развитию промышленности северо-западного региона СССР. Город стал одним из центров сланцеперерабатывающей промышленности. В 1950—1959 годах был центром Кивиылиского района. 28 декабря 1957 года в черту Кивиыли был включён рабочий посёлок Кюттейыу. В 1964 году Кивиыли вошел в состав города Кохтла-Ярве и был его частью до 1991 года, когда вновь стал самостоятельным городом.

## Экономика
Основное предприятие — сланцехимический комбинат.
Близ города имеется 2 террикона, образовавшихся из отходов при добыче и переработке сланца. На одном из терриконов в феврале 2013 года открылся центр приключенческого спорта (Kiviõli Seikluskeskus). В юго-западной стороне от города расположены выведенные из эксплуатации шахтные поля по добыче горючих сланцев (шахта «Кивиыли»). В 10 км от города находится «Водный мир Айду» (Aidu Veemaa) — уникальный искусственный ландшафт с каналами, где можно заниматься водными спортивными дисциплинами, совершать походы по воде и проводить спортивные мероприятия высокого уровня. В Кивиыли проводится традиционное международное спортивное мероприятие — Кивиылиский Мотофестиваль (Kiviõli Motofestival).

## Транспорт
В городе есть железнодорожная станция Кивиыли на линии Таллин—Нарва.

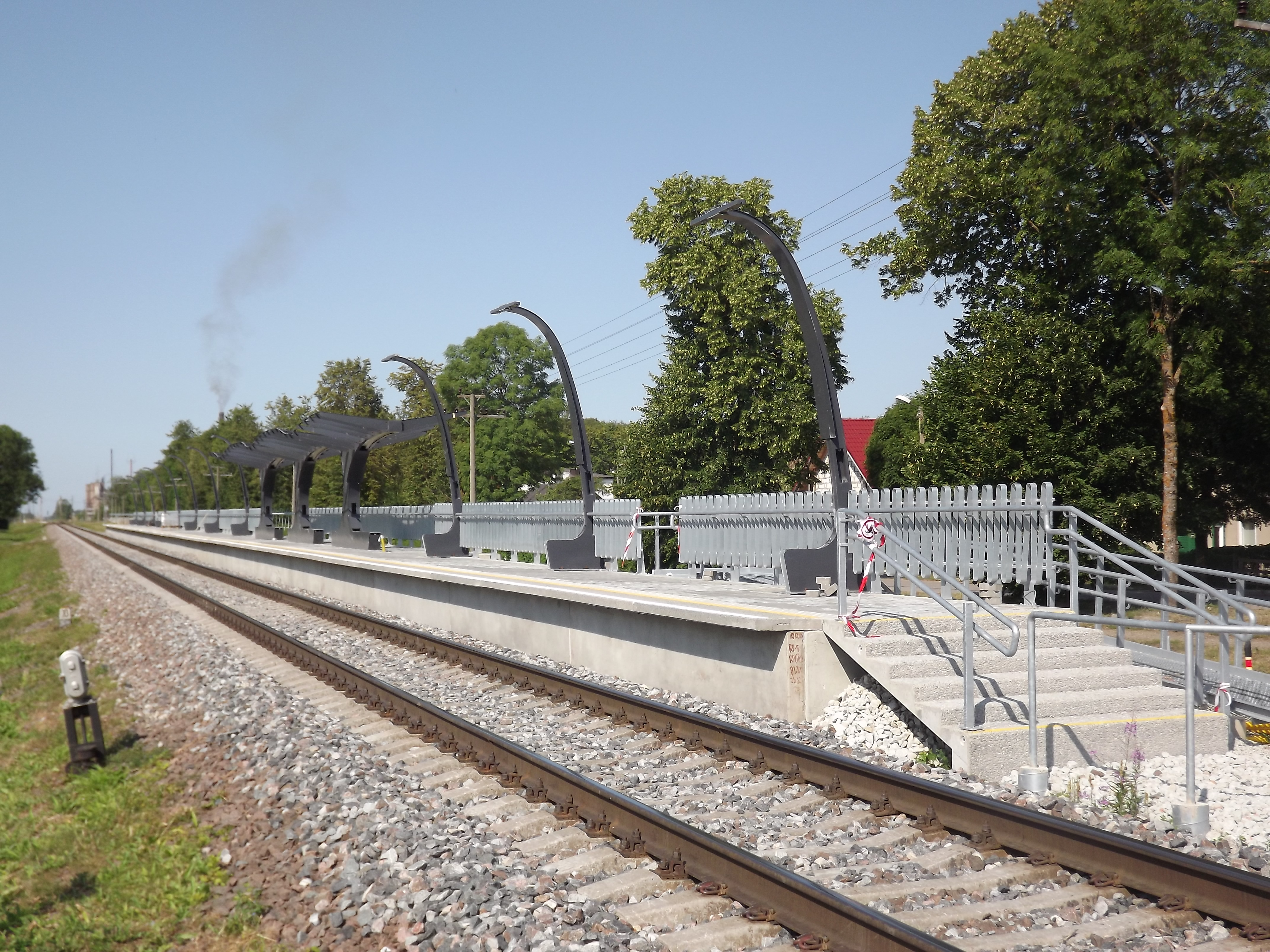
Платформа станции Кивиыли

## Население
Численность населения Кивиыли:
| 1959   | 1970     | 1979     | 1989     | 2000    | 2010    | 2011    | 2012    | 2018    | 2020    | 2021    |
| ------ | -------- | -------- | -------- | ------- | ------- | ------- | ------- | ------- | ------- | ------- |
| 10 444 | ↗ 11 153 | ↘ 11 039 | ↘ 10 353 | ↘ 7 269 | ↘ 6 606 | ↘ 5 634 | ↘ 5 502 | ↘ 5 097 | ↘ 4 841 | ↘ 4 725 |

Демографические показатели Кивиыли:

|                      | 1989 | 1990 | 1991 | 1992 | 1993 | 1994 | 1995 | 1996 | 1997 | 1998 | 1999 | 2000 | 2001 | 2002 | 2003 | 2004 | 2005 | 2006 | 2007 | 2008 |
| -------------------- | ---- | ---- | ---- | ---- | ---- | ---- | ---- | ---- | ---- | ---- | ---- | ---- | ---- | ---- | ---- | ---- | ---- | ---- | ---- | ---- |
| Родилось             | 120  | 119  | 79   | 89   | 63   | 56   | 58   | 64   | 57   | 64   | 57   | 53   | 59   | 56   | 64   | 49   | 64   | 52   | 45   | 48   |
| Умерло               | 133  | 178  | 155  | 172  | 165  | 162  | 151  | 146  | 143  | 164  | 165  | 158  | 145  | 152  | 129  | 140  | 132  | 132  | 142  | 116  |
| Естественный прирост | -13  | -59  | -76  | -83  | -102 | -106 | -93  | -82  | -86  | -100 | -108 | -105 | -86  | -96  | -65  | -91  | -68  | -80  | -97  | -68  |

В Кивиылиской Русской школе (Kiviõli Vene Kool) в 2008 году обучалось 380 детей (54 %), в эстонской 1-й средней школе (Kiviõli 1. Keskkool) — 320 детей (46 %). Одна из главных проблем Кивиыли, как и других городов региона Ида-Вирумаа, — безработица.

### Вероисповедания
По переписи населения 2000 года лишь 35,93 % взрослых горожан отнесли себя к какой-либо определённой религиозной конфессии. Из этого числа 22,38 % были православными, 11,38 % — лютеранами. В городе действует православный храм Покрова Пресвятой Богородицы (Московский Патриархат). Есть церкви других христианских конфессий.

### Данные переписи 2011 года
По данным переписи населения 2011 года в городе проживали 5 634 человека, из них 2 179 (38,7 %) — эстонцы.  
Национальный состав города по данным переписи 2011 года:
| Национальности | 2011  | 2011  |
| Национальности | число | %     |
| -------------- | ----- | ----- |
| Всего          | 5 634 | 100   |
| русские        | 3 021 | 53,62 |
| эстонцы        | 2 178 | 38,66 |
| прочие         | 432   | 7,67  |

### Данные переписи 2021 года
По данным переписи населения Эстонии 2021 года в Кивиыли проживали 4 854 человека.
Доля населения старше 65 лет в структуре населения города составляла 31,33 % (1 521 чел.), а доля населения младше 14 лет — 11,89 % (577 чел.).
В общей численности жителей города доля граждан Эстонии составила 75,57 % (3 668 чел.), граждан России — 12,65 % (614 чел. или 0,75 % всех граждан России, проживающих в Эстонии), лиц без гражданства — 8,43 % (409 чел., т. е. 0,61 % от общего числа всех апатридов Эстонии), граждан других стран — 3,36 % (163 человека). 
Из 4 854 жителей города для 3 022 человек (62,26 % населения Кивиыли) родным был русский язык, для 1 688 человек (34,78 %) — эстонский, для 47 человек (0,97 %) — украинский, для 13 человек (0,27 %) — немецкий, для 11 человек (0,23 %) — белорусский, для 6 человек (0,12 %) — финский, для 5 человек (0,10 %) — армянский, для 3 человек (0,06 %) — латышский, для 3 человек (0,06 %) — татарский, для 3 человек (0,06 %) — азербайджанский, для 46 человек (0,95 %) родным был какой-либо другой язык, родной язык 9 человек (0,19 %) был неизвестен.
Национальный состав населения:
| Национальности | 2021  | 2021  |
| Национальности | Чел.  | %     |
| -------------- | ----- | ----- |
| Всего          | 4 854 | 100   |
| русские        | 2 498 | 51,46 |
| эстонцы        | 1 924 | 39,64 |
| украинцы       | 136   | 2,8   |
| белорусы       | 69    | 1,42  |
| финны          | 68    | 1,4   |
| немцы          | 31    | 0,64  |
| литовцы        | 12    | 0,25  |
| латыши         | 10    | 0,21  |
| армяне         | 9     | 0,19  |
| поляки         | 7     | 0,14  |
| татары         | 6     | 0,12  |
| другие         | 77    | 1,59  |
| неизвестно     | 5     | 0,1   |

## Исторические факты
В Кивиыли нашли приют после революции 1917 года и гражданской войны одна из групп русской белогвардейской эмиграции. Связана с этим и судьба русско-эстонской поэтессы Марии Карамзиной, книга стихов которой «Ковчег» появилась на свет в 1939 году по совету Ивана Бунина — первого русского писателя, ставшего лауреатом Нобелевской премии (1933). В 1940 году в результате подписания акта Молотова — Риббентропа между СССР и Германией и вторжения советских войск Карамзина была репрессирована и погибла от голода и болезней в мае 1942 года в посёлке Новый Васюган Томской области.
Русский гвардейский офицер и эстонский архитектор Паульсен, Николай Александрович спроектировал в Кивиыли Школу искусств в стиле функционализма, дома рабочих и чиновников, больницу и жилой квартал на одну семью Кивикюла. Был также арестован и погиб в лагерях в 1941 году.

## Известные уроженцы
- Пеэтер Симм — кинорежиссёр, родился в Кивиыли.
- Инга Савич — модель и модельер обуви под маркой Inga.
- Вячеслав Яковлев — актёр, кинорежиссёр, сценарист, продюсер.

## Галерея

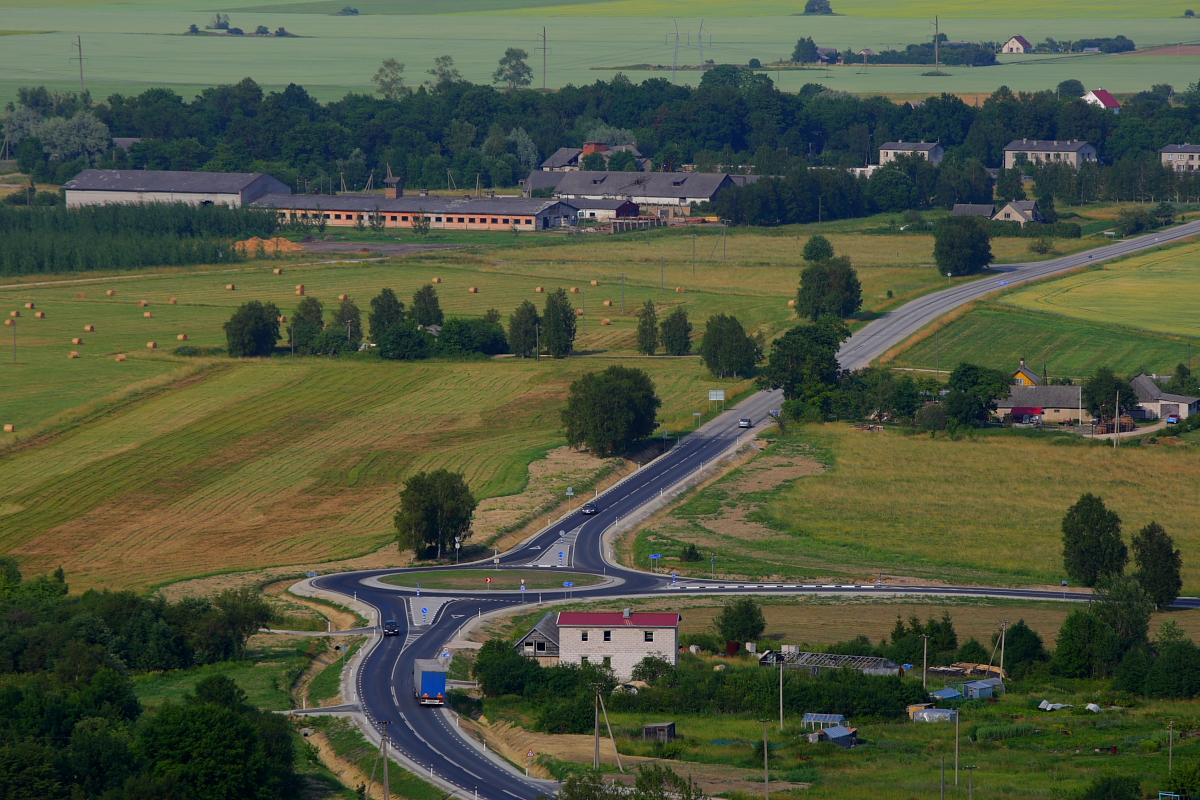
Вид на пригород Кивиыли
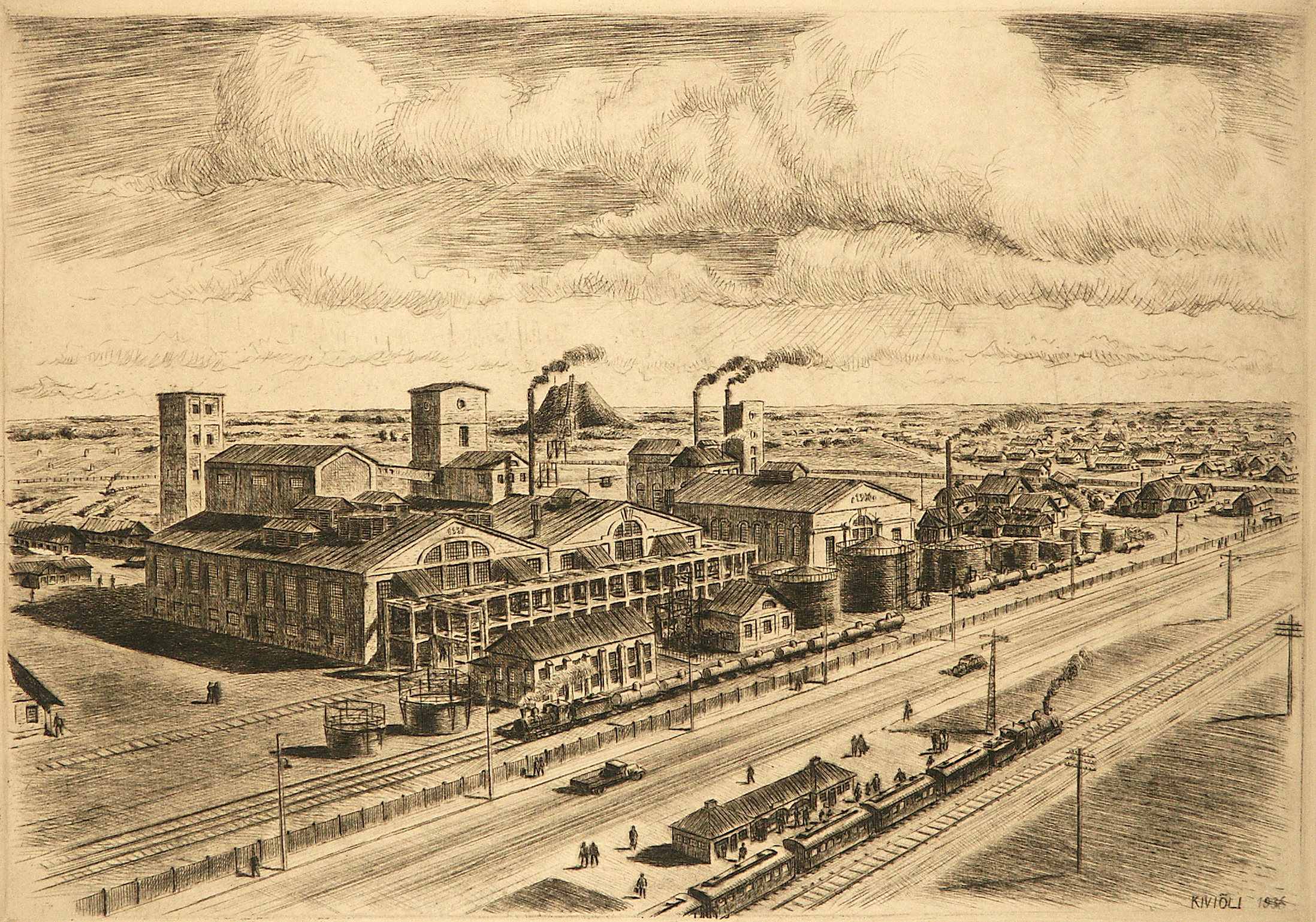
Вид на сланцехимический комбинат,<>1936 год
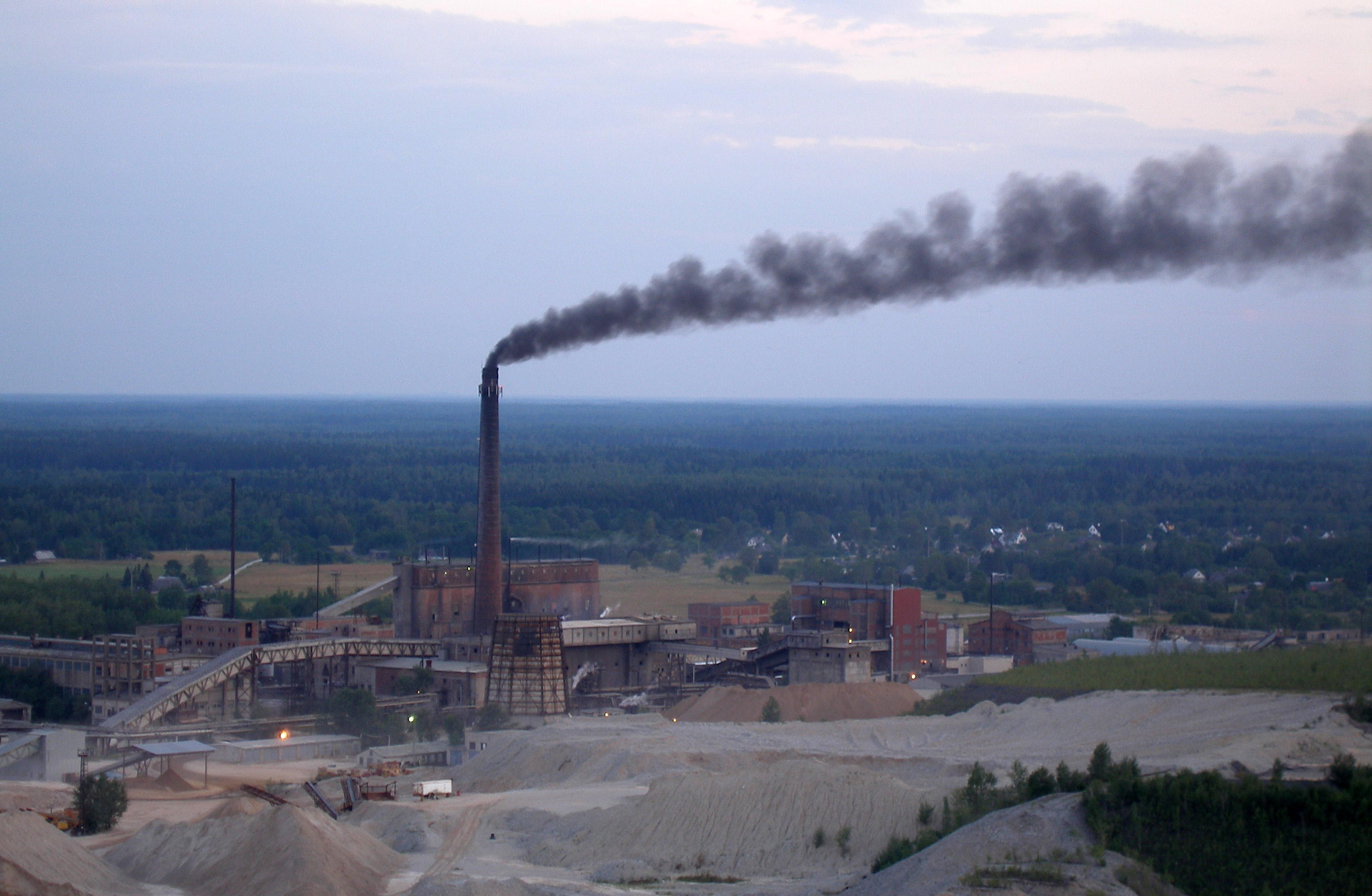
Вид на сланцехимический комбинат, 2007 год
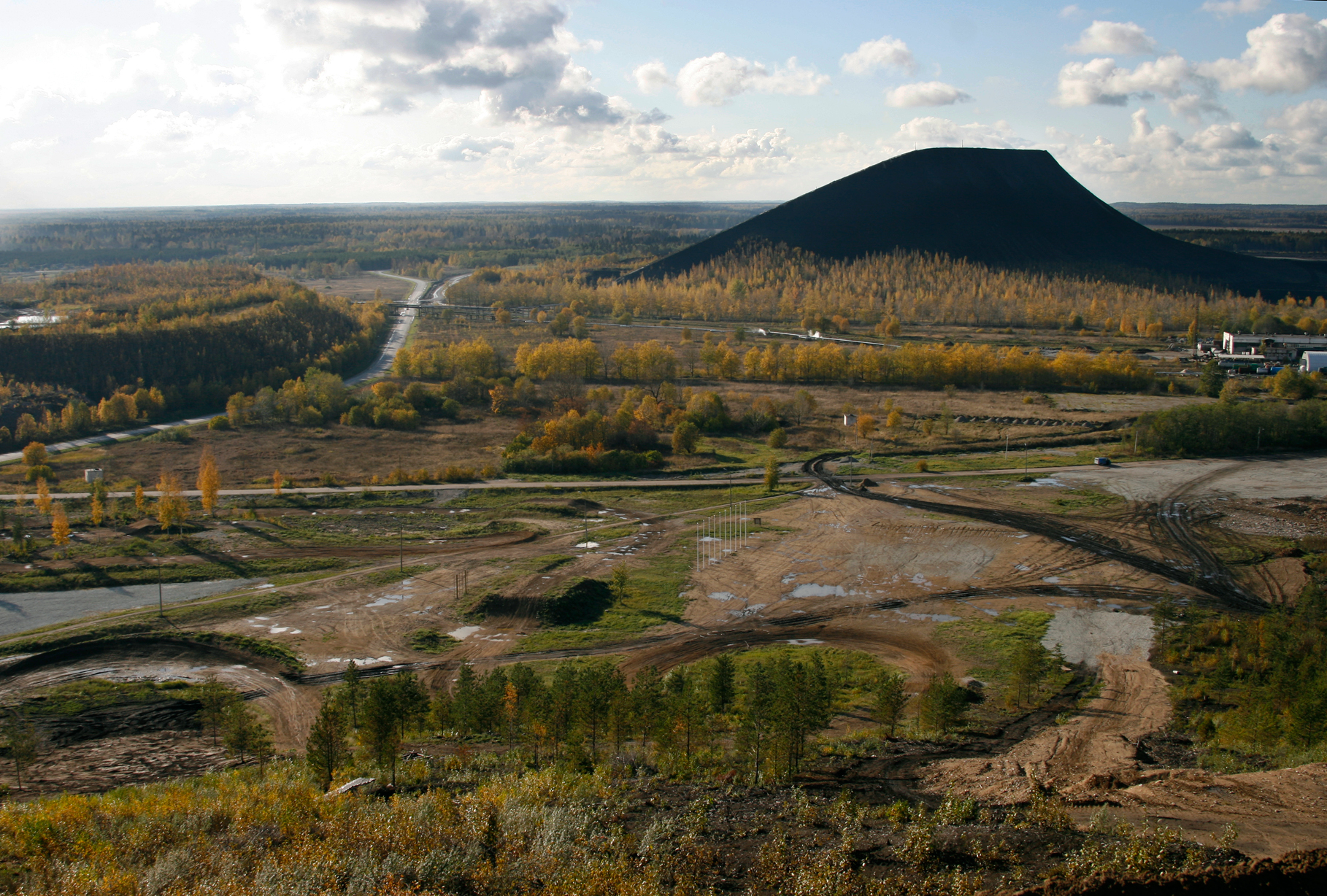
Террикон
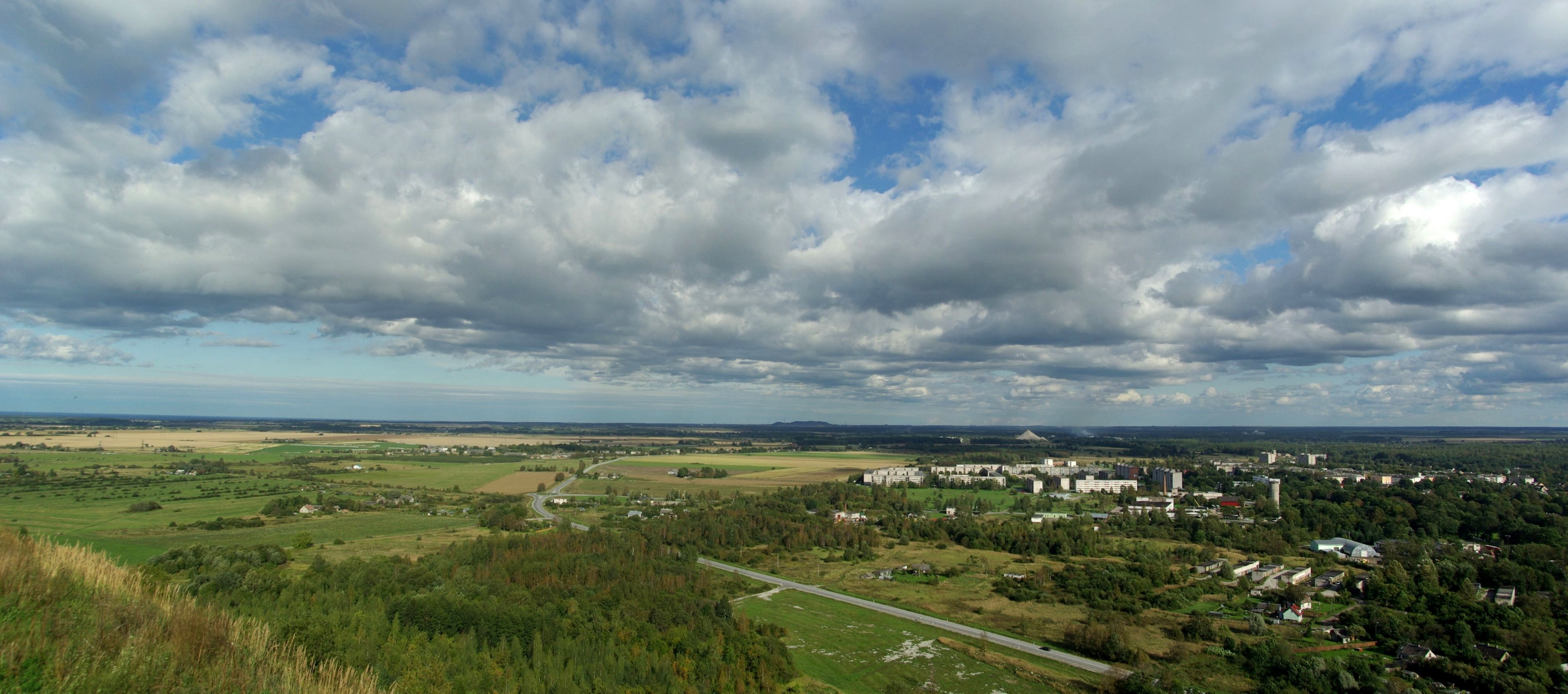
Вид на Кивиыли с террикона